# Ananindeua
Ananindeua är en stad och kommun i norra Brasilien och är belägen i delstaten Pará. Staden har cirka en halv miljon invånare och ingår i delstatens huvudstad Beléms storstadsområde.

## Befolkningsutveckling
| Område     | Areal (km²)   | Invånarantal 1 augusti 2000 | Invånarantal 1 augusti 2010 | Invånarantal 1 juli 2014 |
| ---------- | ------------- | --------------------------- | --------------------------- | ------------------------ |
| Kommun     | 190,50        | 393 569                     | 471 980                     | 499 776                  |
| Centralort | Ingen uppgift | 392 627                     | 470 819                     | Ingen uppgift            |